# EuroVelo 13
L’EuroVelo 13 (EV 13), également dénommée la « véloroute du Rideau de Fer » est une véloroute EuroVelo faisant partie d’un programme d’aménagement de voies cyclables à l’échelle européenne. Longue de 10 550 km, et qui relie Kirkenes (Norvège) au bord de la mer de Barents à Tsarévo (Bulgarie) au bord de la mer Noire. L’itinéraire longe l'ancien rideau de fer du nord au sud en passant successivement par vingt pays dont quinze font partie de l'Union européenne.

## Conception
Le projet est présenté devant le Conseil de l'Union européenne par le député allemand écologiste Michael Cramer en automne 2005. Il s'inspire du parcours du mur de Berlin, une piste cyclable qui suit le tracé du Mur de Berlin. Le projet est adopté à la majorité. Marianne Birthler (députée allemande), Václav Havel (ancien président de la République Tchèque) et Lech Wałęsa (ancien président de Pologne) ont servi de mécènes au projet.

### Construction
La construction de la route a débuté par la signalisation (permettant d'identifier le chemin) puis par la construction des infrastructures, notamment les routes. À certains endroits, comme dans le parc national de Podyjí, il est impossible de construire de nouvelles routes, donc les cyclistes utilisent celles déjà existantes. Tout comme, les routes construites par les troupes armées, notamment du côté tchèque, déjà utilisées comme pistes cyclables.
Au niveau des pays Baltes, où le rideau de fer est naturellement délimité par la mer Baltique, les cyclistes roulent sur les plages où le sable est suffisamment solide.
La longueur de 10 550 km annoncée officiellement sur le site EuroVelo regroupe la totalité du parcours, y compris les plages, mais prend également en compte les routes non aménagées spécifiquement pour les cyclistes. De plus, le tracé permet une certaine zone de flou sur les 50km de large que mesure la ceinture verte européenne, ou encore des détours pour visiter des musées de la guerre froide.

## Objectifs et principes fondamentaux
L'EuroVelo 13 permet avant tout de découvrir des lieux à la fois culturels et historiques, liés au rideau de fer. La piste sert à préserver la mémoire de la paix et de la réconciliation après la Guerre froide.
La route a été construite autour de plusieurs contraintes. Tout d'abord, le tracé doit être aussi proche que possible de l'ancienne frontière tracée par le rideau de fer — au maximum 5 km. De plus, la piste doit être la plus confortable possible, évitant les routes trop fréquentées. Enfin, elle doit franchir fréquemment l'ancienne frontière, en intégrant de nombreux sites historiques.
En 2019, elle est certifiée comme un intinéraire culturel européen ; cette certification a été renouvelée en 2023.

## Itinéraire
L'EuroVelo 13, longue de 10 550 km, part de Kirkenes en Norvège, au niveau de la mer de Barents et termine près de la frontière turque et de la mer Noire. Elle traverse notamment Kaliningrad et les pays signataires du pacte de Varsovie. En raison de problèmes de visas avec la Russie (en), la piste ne se passe pas directement dans ce pays mais longe la partie finlandaise de la frontière.

### Lieux notables
L'EV13 passe par quatorze sites inscrits au patrimoine mondialde l'UNESCO, en accord avec l'objectif de la piste cyclable. Elle suit un tracé similaire à la ceinture verte européenne, basée également sur le rideau de fer. En Allemagne, on peut trouver des plaques commémoratives indiquant où sont morts des civils en tentant de traverser le mur de Berlin. De plus, lorsque la piste franchit l'ancienne frontière, des panneaux indiquent le jour où celle-ci a été levée.

### Pays traversés
L'EuroVelo 13 traverse vingt pays d'Europe, du nord au sud :
- Norvège
- Finlande
- Russie
- Estonie
- Lettonie
- Lituanie
- Pologne
- Allemagne
- Tchéquie
- Autriche
- Slovaquie
- Hongrie
- Slovénie
- Croatie
- Serbie
- Roumanie
- Bulgarie
- Macédoine du Nord
- Grèce
- Turquie

#### Tchéquie
La véloroute entre en Tchéquie au niveau d'Aš dans le district de Cheb et se termine à Lanžhot dans le district de Břeclav, sur plus de 850 km. Elle passe par le monument aux morts de la Sainte Croix (cs) à Cheb et par le musée du rideau de fer à Rozvadov.

#### Autriche
La section de l'EV13 autrichienne commence à Gmünd (Basse-Autriche) et se termine dans la partie sud du Burgenland, entourée par le parc national de Thayatal et le parc national Neusiedler See-Seewinkel (en). Elle est longue de 700 km et passe par le château de Hof.

#### Hongrie
Le premier tronçon de route est inauguré dès 2006 dans le comitat de Győr-Moson-Sopron en compagnie de Michael Cramer; ce premier tronçon reprend une ancienne piste cyclable aux abords du lac de Neusiedl. La piste hongroise en totalité, longue d'environ 300 km, a coûté 2,5 millions de forints au ministère de la Jeunesse et des Affaires Sociales. Elle passe au niveau du piquenique paneuropéen près de Sopron, du musée du rideau de fer de Felsőcsatár et du mémorial du rideau de fer de Felsőszölnök.

#### Slovénie
En Slovénie, l'EV13 commence à Martinje (en), dans le Prekmurje, et se termine à Podravina (en) en Croatie. Elle fait un peu moins de 80 km, mais a été aménagée par les efforts conjoints de la Slovénie et de la Hongrie. Le projet, qui a récolté 2,3 millions d'euros de fonds européens de la part de l'Union européenne, a été achevé en février 2021 après trois ans et demi de travail. Cet argent a été dépensé dans la signalétique du circuit — long de 344 km sur la frontière slovéno-hongroise —, la constructions de 21 centres cyclables dotés d'aires de repos et de bureaux de locations de vélos, et l'achat de 78 vélos dont 19 électriques.
La piste a été planifiée par l'Institut slovène de la culture, du tourisme et du sport, par le Centre de recherche scientifique de Bistra Ptuj, ainsi que par les différentes municipalités où elle passe. Sur son tracé, on peut y trouver le village-musée de Szalafő-Pityerszer (hu), le parc de l'amitié (à Bödeháza), la tour de guet de Riganóc (à Bödéháza), ou encore Apátistvánfalva, des lieux rappelant le rideau de fer. La piste cyclable passe également par Ženavlje (en) où le belge Max Cosyns s'est écrasé durant son tour du monde en ballon stratosphérique.